# 몬텔리브레티
몬텔리브레티(이탈리아어: Montelibretti)는 이탈리아 라치오주 로마현에 위치한 코무네다. 로마로부터 북동쪽 30km 거리에 있다.

## 역사
도시 명칭의 유래는 콤모두스의 장인이였던 카이우스 브루티우스 프레센티스(Caius Brutius Presentis)가 소유했던 로마 저택에서 유래했다. 중세시대에는 15세기부터 오르시니 가문의 요새였으며, 그 이후에는 바르베리니 가문과, 시아라 가문이 뒤를 이었다.
1867년에는 가리발디가 이끄는 군대와 교황청 군대가 충돌한 멘타나 전투의 장소이기도 하다.

## 볼거리
- 성 니콜라스의 교구 교회
- 오르시니 가문의 성에 지어진 바르베리니 가문의 궁전
- 에레테움의 사비이인 마을의 것으로 추정되는 콜레 델 포르노(Colle del Forno)의 네크로폴리스